# Januar 2011
Portal Geschichte | Portal Biografien | Aktuelle Ereignisse | Jahreskalender | Tagesartikel

◄ |
20. Jahrhundert |
21. Jahrhundert

◄ |
1980er |
1990er |
2000er |
2010er
| 2020er | 2030er | 2040er

◄ |
2007 |
2008 |
2009 |
2010 |
2011
| 2012 | 2013 | 2014 | 2015 | ►

◄ |
Oktober 2010 |
November 2010 |
Dezember 2010 |
Januar 2011 |
Februar 2011 |
März 2011 |
April 2011 |
►
Dieser Artikel behandelt tagesbezogene Nachrichten und Ereignisse im Januar 2011.

## Tagesgeschehen

### Samstag, 1. Januar 2011

Rückseite der estnischen 1-Euro-Münze

- Alexandria/Ägypten: Bei einem Terroranschlag vor einer koptischen Kirche kommen mindestens 21 Menschen ums Leben und mehr als 43 weitere werden verletzt.[1]
- Bern/Schweiz: Micheline Calmy-Rey von der Sozialdemokratischen Partei übernimmt turnusgemäß erneut das Amt der Bundespräsidentin.[2]
- Brasília/Brasilien: Dilma Rousseff wird zur ersten Präsidentin ihres Landes vereidigt und tritt damit die Nachfolge ihres Parteikollegen Luiz Inácio Lula da Silva an.[3]
- Budapest/Ungarn: Ungarn übernimmt von Belgien für ein halbes Jahr die EU-Ratspräsidentschaft.
- Buenos Aires/Argentinien: Start zur dritten Ausgabe der Rallye Dakar in Südamerika.[4]
- Den Haag/Niederlande: Der Antillen-Gulden wird auf Bonaire, Saba und Sint Eustatius durch den US-Dollar abgelöst.[5]
- New York / Vereinigte Staaten: Deutschland, Indien, Kolumbien, Portugal und Südafrika werden neue nichtständige Mitglieder im Sicherheitsrat der Vereinten Nationen.[6][7]
- Skoworodino/Russland: Transneft nimmt die 2.757 Kilometer lange Ostsibirien-Pazifik-Pipeline nach Danqing in Betrieb, über die Erdöl aus Sibirien in die Volksrepublik China geleitet wird.[8]
- Tallinn/Estland: Die Krone wird von der Gemeinschaftswährung Euro als gesetzliches Zahlungsmittel abgelöst.[9]
- Tallinn/Estland, Turku/Finnland: Beide Städte sind Kulturhauptstädte Europas 2011.[10][11]

### Sonntag, 2. Januar 2011
- Honolulu / Vereinigte Staaten: Präsident Barack Obama unterzeichnet ein Gesetz für die Unterstützung von Rettern und Hilfskräften der Terroranschläge vom 11. September 2001 mit gesundheitlichen Spätfolgen.[12]
- Madrid/Spanien: Das Parlament verabschiedet ein Rauchverbot für alle öffentlichen Gebäude und Arbeitsplätze.[13]

### Montag, 3. Januar 2011

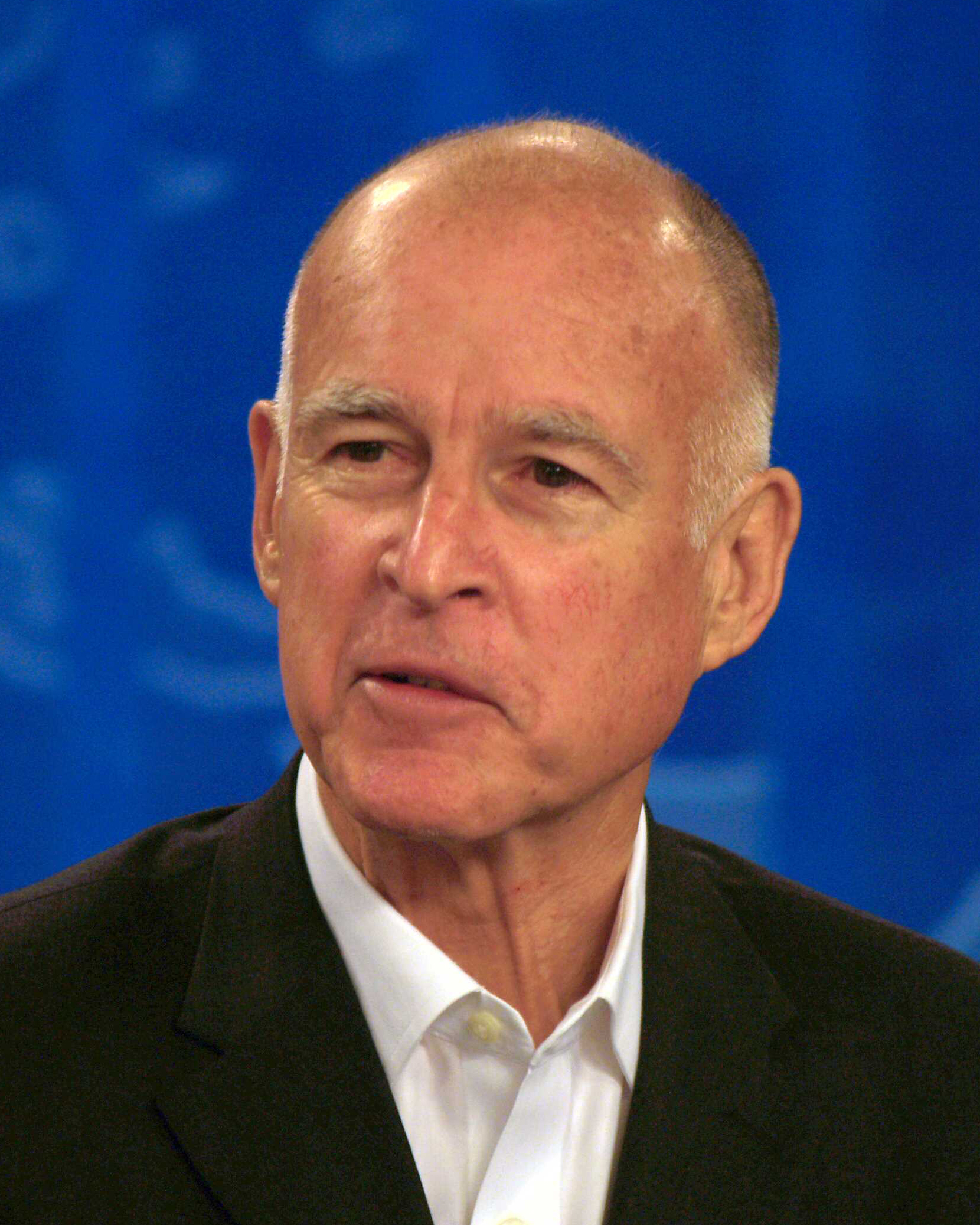
Jerry Brown

- Berlin/Deutschland: Einberufung der letzten Wehrpflichtigen.[14]
- Sacramento / Vereinigte Staaten: Arnold Schwarzenegger übergibt das Amt des Gouverneurs von Kalifornien an den Demokraten Jerry Brown.[15]
- Uetersen/Deutschland: Nach der Entdeckung von Dioxin-Abfällen im Tierfutter müssen wegen Verseuchungsgefahr tausende Tiere in mehreren Bundesländern getötet werden.[16]

### Dienstag, 4. Januar 2011

Verlauf der Sonnenfinsternis

- Afrika, Europa, Zentralasien: Längere partielle Sonnenfinsternis.[17]

### Mittwoch, 5. Januar 2011
- Uetersen/Deutschland: Es wird bekannt, dass durch dioxinverseuchtes Futterfett des schleswig-holsteinischen Unternehmens Harles und Jentzsch zwischen 12. November 2010 und 23. Dezember 2010 bis zu 150.000 Tonnen Tierfutter kontaminiert wurden.[18]

### Donnerstag, 6. Januar 2011
- Bischofshofen/Österreich: Der österreichische Skispringer Thomas Morgenstern gewinnt zum ersten Mal in seiner Karriere die Vierschanzentournee.[19][20]

### Freitag, 7. Januar 2011
- Chemnitz/Deutschland: Roger Whittaker erhält die Krone der Volksmusik.
- Doha/Katar: Beginn der 15. Fußball-Asienmeisterschaft.[21]
- Kandahar/Afghanistan: Bei mehreren Anschlägen der Taliban in der Provinz Kandahar kommen mindestens 22 Menschen ums Leben und mehr als 23 weitere werden verletzt. In Spin Boldak sterben 17 Menschen bei einem Anschlag auf ein Badehaus, darunter der stellvertretende Chef der Grenzpolizei.[22]

### Samstag, 8. Januar 2011

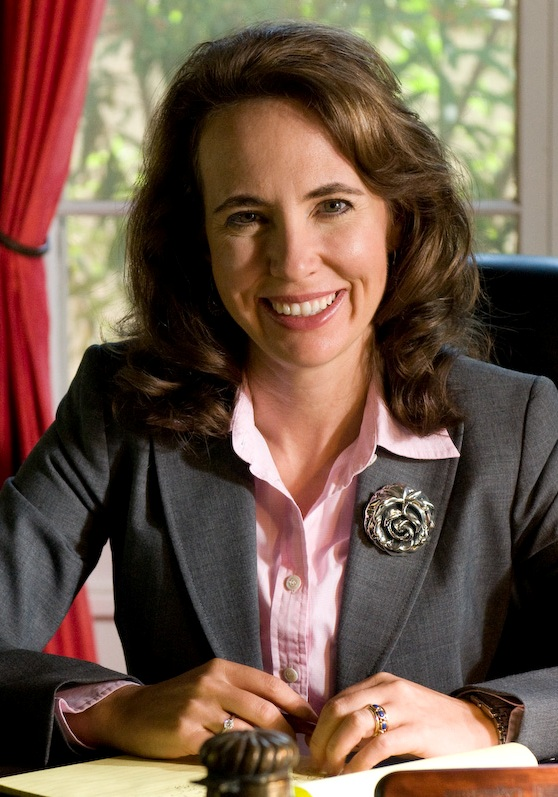
Gabrielle Giffords (2008)

- Acapulco/Mexiko: Bei erneuten Übergriffen im Drogenkrieg kommen mindestens 27 Menschen ums Leben.[23]
- Algier/Algerien, Tunis/Tunesien: Bei Protesten gegen Preissteigerungen und zunehmende Arbeitslosigkeit kommen mindestens elf Menschen ums Leben und über 400 weitere werden verletzt.[24][25]
- Tucson / Vereinigte Staaten: Bei einem Attentat auf die Kongressabgeordnete Gabrielle Giffords werden sechs Menschen getötet, darunter der Bundesrichter John McCarthy Roll; Giffords selbst und 18 weitere Personen werden verletzt.[26]

### Sonntag, 9. Januar 2011

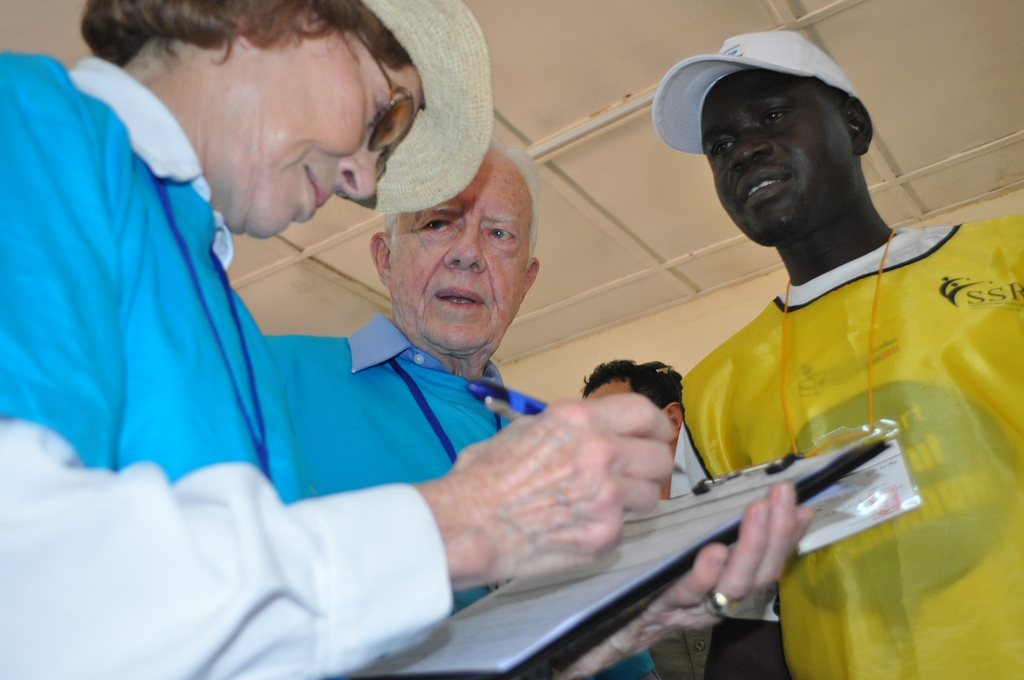
Südsudan-Referendum,
in der Bildmitte der 39. US-Präsident Jimmy Carter

- Fleimstal/Italien: Der Schweizer Skilangläufer Dario Cologna und die Polin Justyna Kowalczyk gewinnen die fünfte Auflage der Tour de Ski.[27]
- Juba/Sudan: Beim Unabhängigkeitsreferendum im Südsudan stimmen 98 % der Wähler für die Unabhängigkeit vom Norden.[28]
- Urmia/Iran: Bei einem Flugzeugabsturz im Nordwesten des Landes kommen mindestens 77 Menschen ums Leben und 27 weitere werden verletzt.[29]

### Montag, 10. Januar 2011

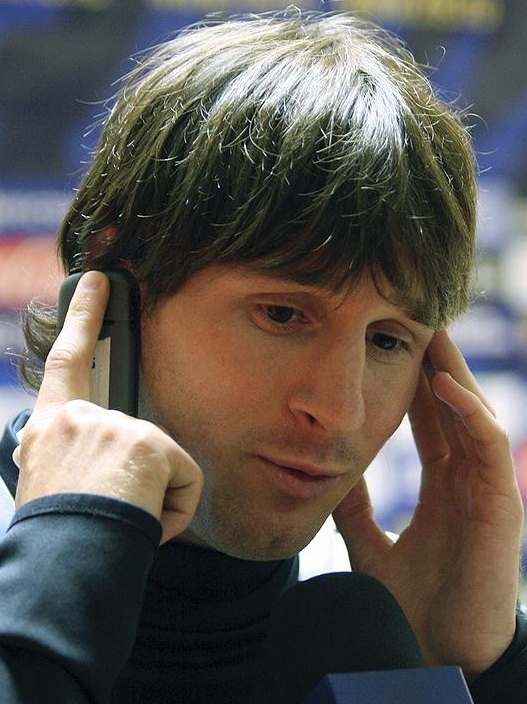
Lionel Messi

- Vitoria-Gasteiz/Spanien: Die baskische Untergrundorganisation ETA verkündet einen „dauerhaften, grundsätzlichen und international überprüfbaren“ Waffenstillstand mit der Regierung.[30]
- Washington, D.C. / Vereinigte Staaten: Die Weltraumorganisation NASA gibt bekannt, dass ihr Weltraumteleskop Kepler den bislang kleinsten extrasolaren Planeten, der um einen Stern kreist, entdeckte. Der Planet trägt den Namen Kepler-10b.[31]
- Zürich/Schweiz: Der Argentinier Lionel Messi vom FC Barcelona wird zum zweiten Mal in Folge zum FIFA-Weltfußballer des Jahres gewählt.[32]

### Dienstag, 11. Januar 2011
- Chengdu/China: Jungfernflug des ersten Kampfflugzeuges mit Tarnkappeneigenschaften aus eigener Produktion Chengdu J-20.[33]
- Den Haag/Niederlande: Vor dem Internationalen Gerichtshof beginnt der Prozess zwischen Costa Rica und Nicaragua im Grenzkonflikt um die Insel Calero im Delta des Grenzflusses San Juan.[34]

### Mittwoch, 12. Januar 2011

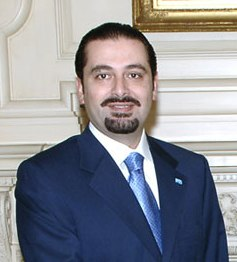
Saad Hariri (2007)

- Bannu/Pakistan: Bei einem Selbstmordanschlag im Nordwesten des Landes kommen mindestens 17 Menschen ums Leben.[35]
- Beirut/Libanon: Nach dem Rückzug von elf Ministern der Hisbollah und ihrer Bündnispartner zerbricht die Regierungskoalition unter Premierminister Saad Hariri.[36]
- Berlin/Deutschland: Das Bundeskabinett verlängert das Bundeswehrmandat der NATO-Mission ISAF um weitere zwölf Monate und legt den Zeitraum für einen Truppenabzug zwischen 2011 und 2014 fest.[37]
- Brisbane/Australien: Die Überschwemmungen erreichen die Hauptstadt von Queensland, wobei mindestens 16 Menschen ums Leben kommen und 43 weitere vermisst werden.[38]

### Donnerstag, 13. Januar 2011
- Göteborg/Schweden: Beginn der 22. Handball-Weltmeisterschaft der Herren.[39]
- Manila/Philippinen: Bei Überschwemmungen im Osten des Landes kommen mindestens 42 Menschen ums Leben.[40]
- Straßburg/Frankreich: Der Europäische Gerichtshof für Menschenrechte erklärt die deutsche Regelung der Sicherungsverwahrung für unvereinbar mit der Europäischen Menschenrechtskonvention.[41]

### Freitag, 14. Januar 2011
- Rio de Janeiro/Brasilien: Bei mehreren Erdrutschen infolge anhaltender starker Regenfälle kommen während der vergangenen Tage im Südosten des Landes mehr als 500 Menschen ums Leben.[42]
- Thiruvananthapuram/Indien: Bei einer Massenpanik im Bundesstaat Kerala kommen über 100 Menschen ums Leben und 90 weitere werden verletzt.[43]
- Tunis/Tunesien: Nach den schweren Unruhen der Vortage verhängt Präsident Zine el-Abidine Ben Ali zunächst einen landesweiten Ausnahmezustand, löst das Parlament auf und kündigt Neuwahlen binnen sechs Monaten an; später erklärt er seinen Rücktritt und verlässt das Land. Premierminister Mohamed Ghannouchi übernimmt vorübergehend die Regierungsgeschäfte und Parlamentspräsident Fouad Mebazaa wird vorübergehend Staatspräsident.[44]
- Vatikanstadt: Papst Benedikt XVI. erkennt ein durch den 2005 verstorbenen Papst Johannes Paul II. bewirktes Wunder an und ebnet somit den Weg für dessen Seligsprechung, die am 1. Mai 2011 erfolgen soll.[45]

### Samstag, 15. Januar 2011

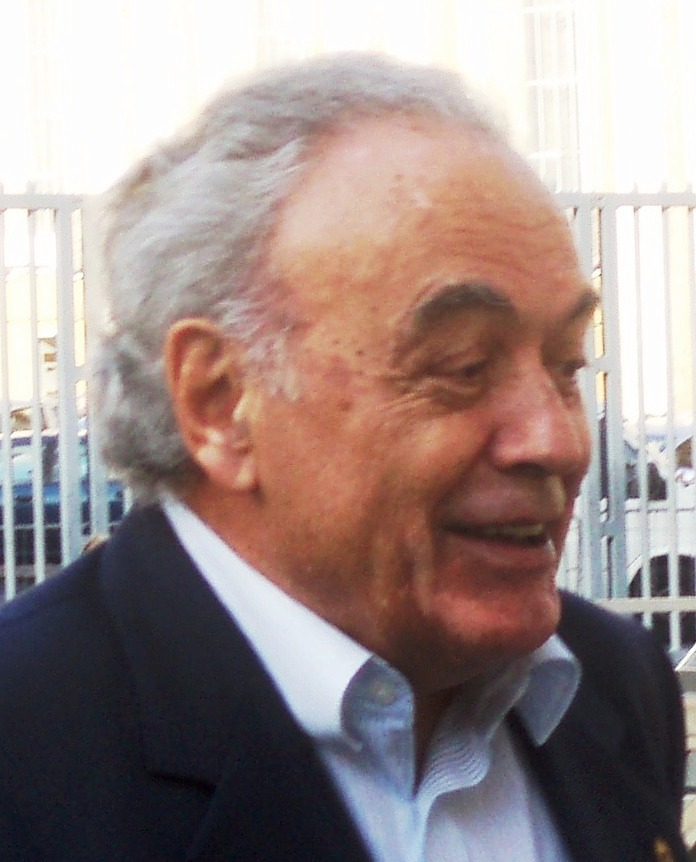
Werner Arber (2008)

- Monastir/Tunesien: Bei einem Brand in einem Gefängnis kommen mindestens 42 Menschen ums Leben.[46]
- Vatikanstadt: Der Schweizer Physiker und Nobelpreisträger Werner Arber wird von Papst Benedikt XVI. zum Präsidenten der Päpstlichen Akademie der Wissenschaften ernannt.[47]

### Sonntag, 16. Januar 2011
- Los Angeles / Vereinigte Staaten: Bei der Verleihung der Golden Globe Awards schneidet der Spielfilm The Social Network von David Fincher mit vier gewonnenen Preisen am erfolgreichsten ab.[48]
- Paris/Frankreich: Marine Le Pen wird als Nachfolgerin ihres Vaters Jean-Marie Le Pen Vorsitzende der rechtsextremen Partei Front National.[49]

### Montag, 17. Januar 2011
- Melbourne/Australien: Beginn der Australian Open im Tennis.[50][51]

### Dienstag, 18. Januar 2011
- Bagdad/Irak: Bei einem Selbstmordanschlag kommen mindestens 60 Menschen ums Leben und mehr als 150 weitere werden verletzt.[52]
- Port-au-Prince/Haiti: Zwei Tage nach seiner Rückkehr aus dem Exil wird der frühere Diktator Jean-Claude Duvalier wegen Korruption, Diebstahl und Veruntreuung festgenommen.[53]
- Südliches Afrika: Bei Überschwemmungen in Mosambik und Südafrika kommen mindestens 50 Menschen ums Leben.[54]
- Wiesbaden/Deutschland: Die Gesellschaft für deutsche Sprache gibt bekannt, dass Alternativlos zum Unwort des Jahres 2010 gewählt wurde.[55]

### Mittwoch, 19. Januar 2011
- Zürich/Schweiz: Rudolf Elmer wird vom Bezirksgericht wegen mehrfacher versuchter Nötigung, Drohung und Verletzung des Bankgeheimnisses zu einer bedingten Geldstrafe von 7200 Franken (etwa 5600 Euro) mit Probezeit von zwei Jahren verurteilt.[56]

### Donnerstag, 20. Januar 2011
- Kerbela/Irak: Bei mehreren Anschlägen auf schiitische Pilger kommen mindestens 56 Menschen ums Leben und mehr als 175 weitere werden verletzt.[57]

### Freitag, 21. Januar 2011

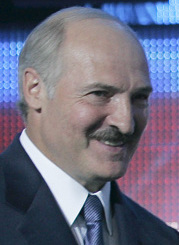
Aljaksandr Lukaschenka

- International Falls / Vereinigte Staaten: Mit −43 °C wird der niedrigste Temperaturwert seit Beginn der Wetteraufzeichnungen des Landes im Jahr 1897 gemessen.[58]
- Minsk/Belarus: Präsident Aljaksandr Lukaschenka wird im Palast der Republik für eine vierte Amtszeit vereidigt.[59]

### Samstag, 22. Januar 2011

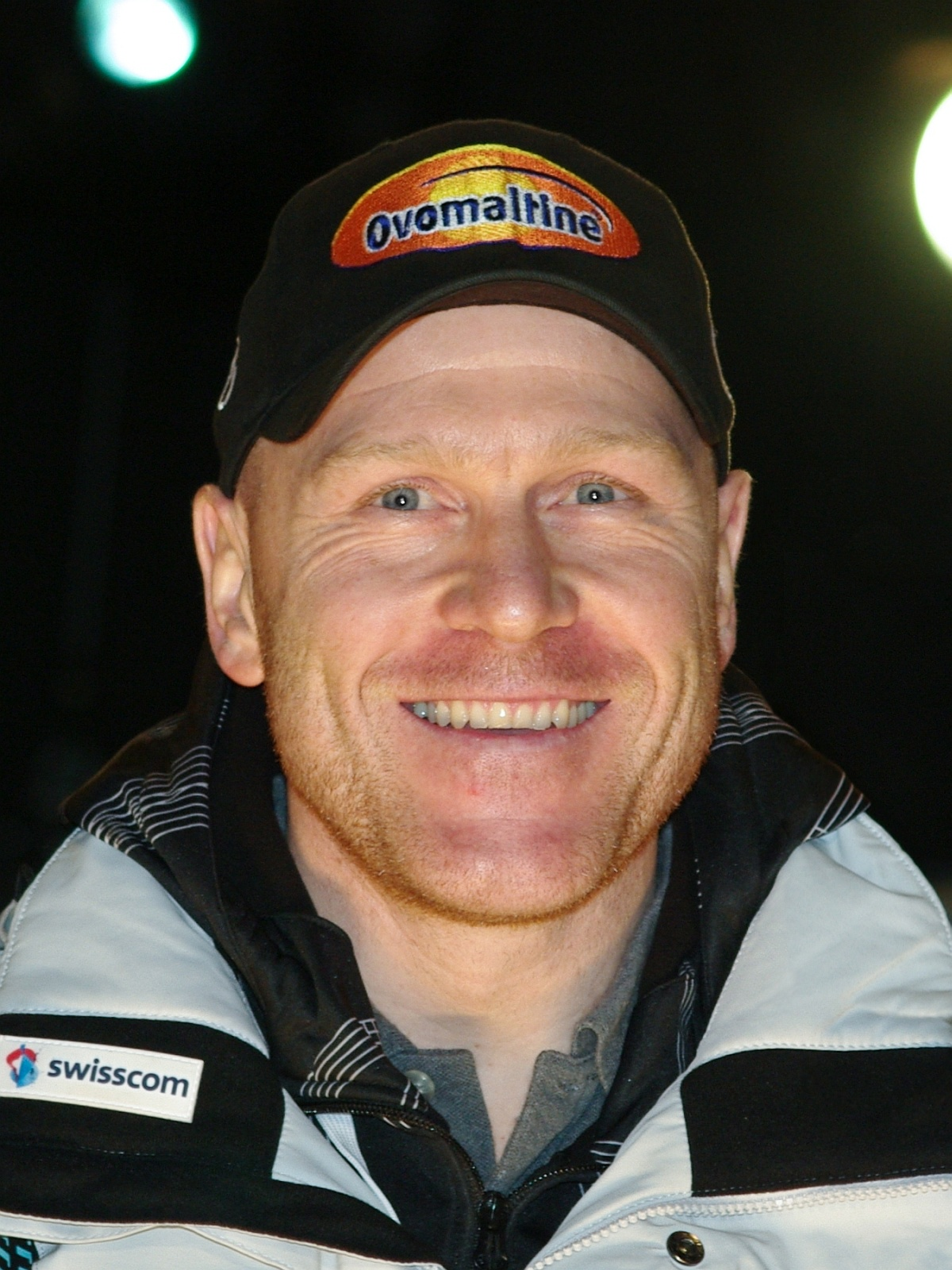
Didier Cuche

- Dublin/Irland: Nach einem Machtkampf innerhalb der Fianna-Fáil-Partei, in dessen Verlauf mehrere Staatsminister ihren Rücktritt verkündet hatten, tritt Premierminister Brian Cowen vom Parteivorsitz zurück.[60]
- Eppelborn/Deutschland: Der saarländische Ministerpräsident und CDU-Landesvorsitzende Peter Müller kündigt an, sich im Laufe des Jahres von beiden Ämtern vorzeitig zurückzuziehen.[61]
- Kitzbühel/Österreich: Der Schweizer Skirennläufer Didier Cuche gewinnt zum vierten Mal die Abfahrt auf der Streif und ist mit 36 Jahren und 5 Monaten der älteste Sieger eines Weltcuprennens.[62]

### Sonntag, 23. Januar 2011

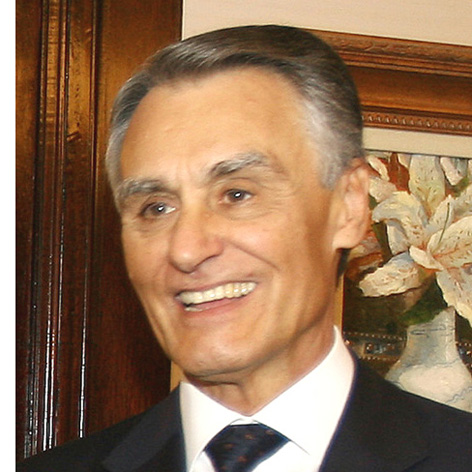
Aníbal Cavaco Silva (2007)

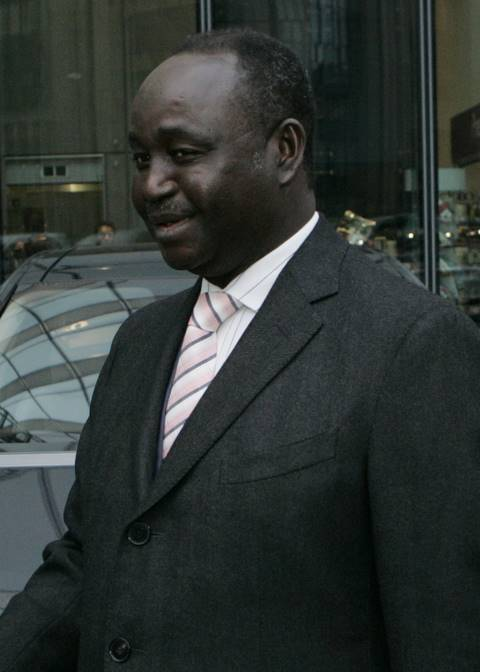
François Bozizé (2007)

- Bangui/Zentralafrikanische Republik: Bei der Präsidentschaftswahl gewinnt Amtsinhaber François Bozizé mit 64 % der Wählerstimmen.[63]
- Dublin/Irland: Die Grünen ziehen sich aus der Regierungskoalition mit der Fianna-Fáil-Partei unter Premierminister Brian Cowen zurück.[64]
- La Paz/Bolivien: Nach Protesten in der Bevölkerung tritt das Kabinett unter Präsident Evo Morales geschlossen zurück.[65]
- Lissabon/Portugal: Bei der Präsidentschaftswahl wird Amtsinhaber Aníbal Cavaco Silva mit 53 Prozent der Wählerstimmen für eine zweite Amtszeit wiedergewählt.[66]

### Montag, 24. Januar 2011
- Bern/Schweiz: Beginn der Eiskunstlauf-Europameisterschaft.[67]
- Kerbela/Irak: Bei einem Anschlag auf schiitische Pilger kommen mindestens 30 Menschen ums Leben und mehr als 55 weitere werden verletzt.[68]
- Moskau/Russland: Bei einem Terroranschlag am Flughafen Domodedowo werden mindestens 35 Menschen getötet und weitere 130 verletzt.[69]

### Dienstag, 25. Januar 2011
- New York / Vereinigte Staaten: Ahmad Chalfan al-Ghailani wird im ersten je abgehaltenen Zivilprozess gegen einen Insassen des Gefangenenlagers der Guantanamo Bay Naval Base wegen Beteiligung an den Terroranschlägen auf die US-Botschaften in Kenia und Tansania zu lebenslanger Haft verurteilt.[70]

### Mittwoch, 26. Januar 2011

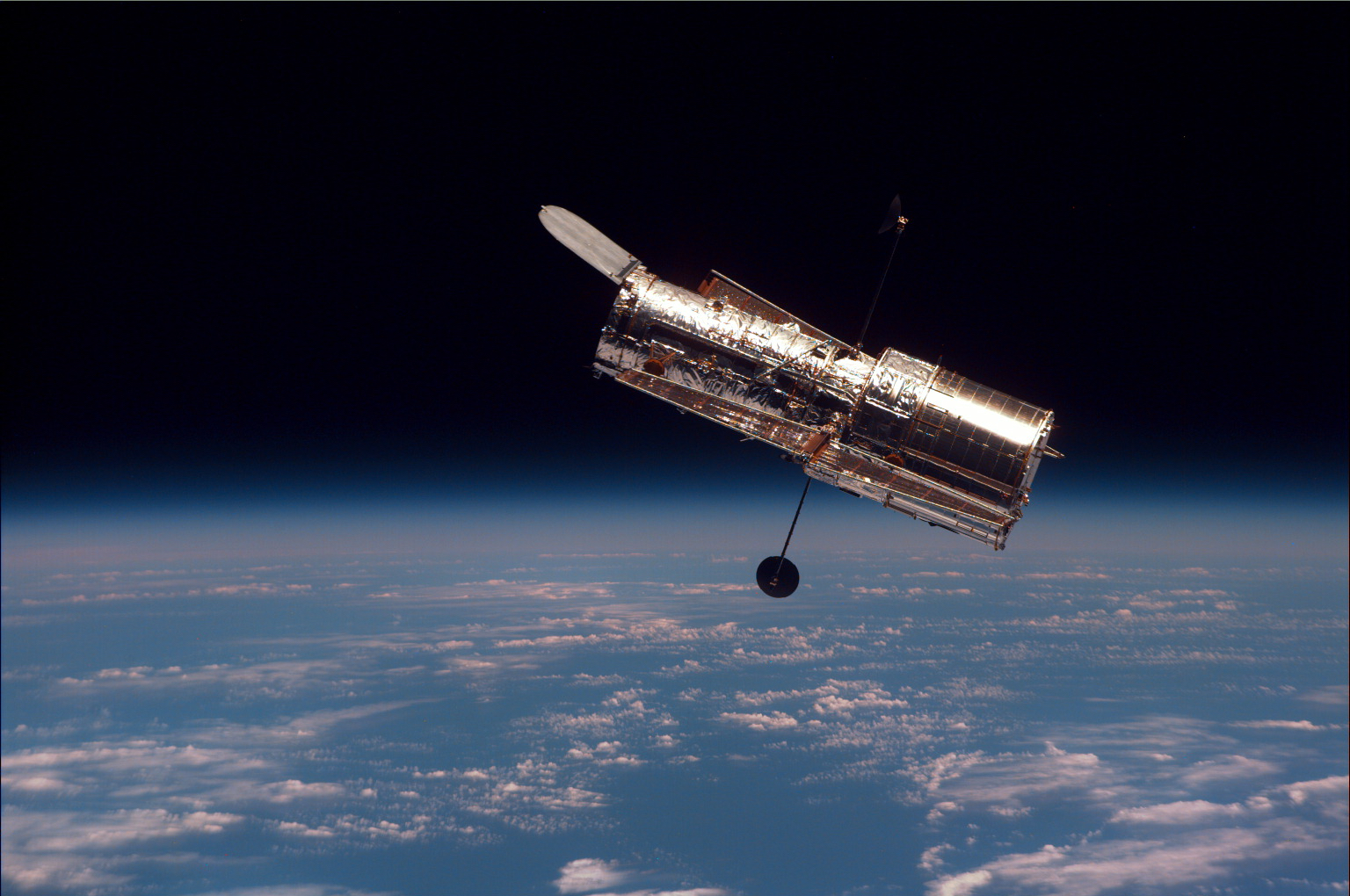
Das Hubble-Weltraumteleskop

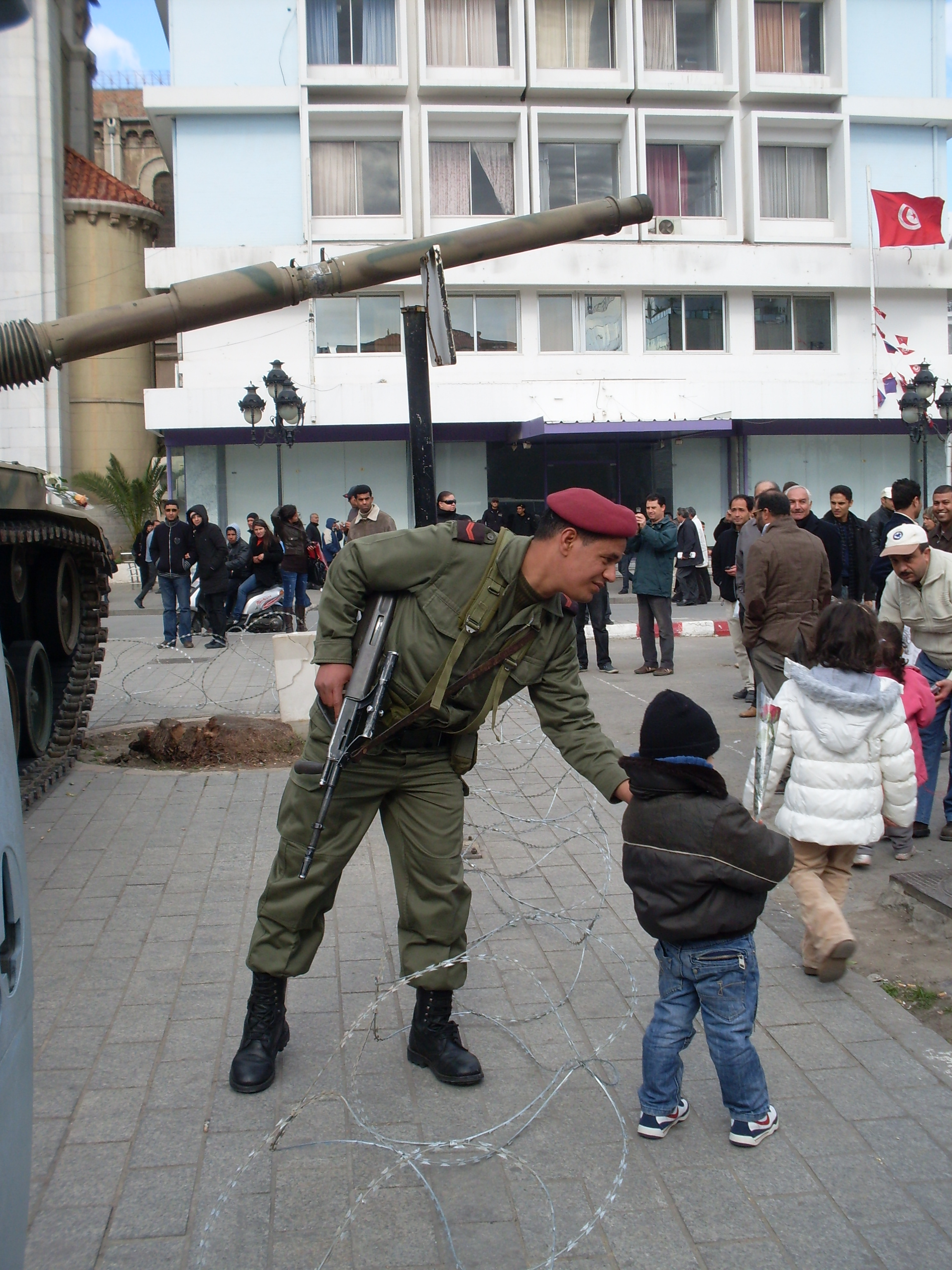
Straßenszene in Tunis

- Moskau/Russland: Mit der Zustimmung des Föderationsrates wird der Ratifizierungsprozess des New-START-Abrüstungsvertrages über die Abrüstung von Kernwaffen mit den Vereinigten Staaten abgeschlossen.[71]
- Port Canaveral / Vereinigte Staaten: Die Disney Dream, das größte jemals in Deutschland gebaute Kreuzfahrtschiff, beginnt seine Jungfernfahrt.[72]
- Santa Cruz / Vereinigte Staaten: Im Fachmagazin Nature geben Astronomen der University of California die Entdeckung der bislang ältesten Galaxie UDFj-39546284 durch das Hubble-Weltraumteleskop bekannt.[73]
- Tunis/Tunesien: Zwei Wochen nach dem Sturz von Zine el-Abidine Ben Ali beantragt die Übergangsregierung einen internationalen Haftbefehl gegen den ehemaligen Staatspräsidenten.[74]

### Donnerstag, 27. Januar 2011
- Bagdad/Irak: Bei einem Selbstmordanschlag kommen mindestens 48 Menschen ums Leben und mehr als 121 weitere werden verletzt.[75]
- Davos/Schweiz: Das Weltwirtschaftsforum beginnt.[76]
- Sanaa/Jemen: Beginn von Demonstrationen gegen Präsident Ali Abdullah Salih.[77]

### Freitag, 28. Januar 2011
- Berlin/Deutschland: Der Bundestag billigt mit großer Mehrheit die Verlängerung des Afghanistan-Einsatzes um ein Jahr und nennt erstmals eine Abzugsperspektive, der bei guter Sicherheitslage Ende des Jahres beginnen soll.[78]
- Berlin/Deutschland: Der Bundestag wählt den ehemaligen SED-Gegner und Bürgerrechtler Roland Jahn zum neuen Bundesbeauftragten für die Unterlagen des Staatssicherheitsdienstes der ehemaligen DDR.[79]
- Tokio/Japan: Kim Jong-nam, der älteste Sohn des nordkoreanischen Diktators Kim Jong-il, offenbart dem Fernsehsender TV Asahi, dass sein Vater die Macht ursprünglich nicht an einen seiner Söhne weitergeben wollte, sich inzwischen aber für Kim Jong-un als zukünftiges Staatsoberhaupt entschieden habe.[80]

### Samstag, 29. Januar 2011

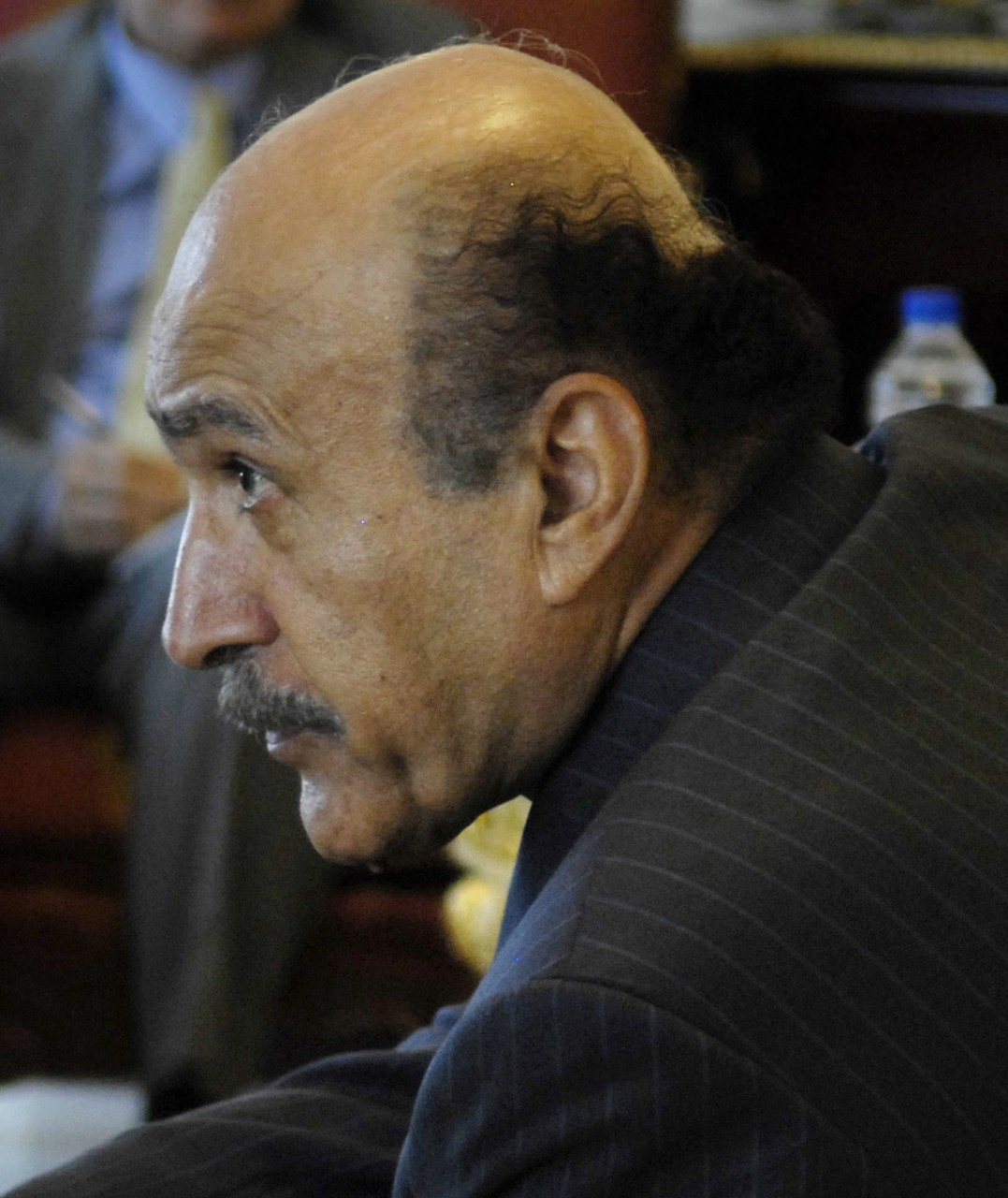
Omar Suleiman (2007)

- Doha/Katar: Das Finale der 15. Fußball-Asienmeisterschaft gewinnt Japan gegen Australien mit 1:0 nach Verlängerung und wird damit mit vier Siegen alleiniger Rekord-Titelträger des Turniers.[81]
- Hordorf/Deutschland: Bei der Kollision eines Personenzuges des HarzElbeExpress mit einem Güterzug kommen zehn Menschen ums Leben und 23 weitere werden verletzt.[82]
- Kairo/Ägypten: Aufgrund andauernder Unruhen, bei denen bisher mindestens 100 Menschen ums Leben kamen und mehr als 1000 weitere verletzt wurden, leitet Staatspräsident Muhammad Husni Mubarak eine Regierungsumbildung ein und ernennt Ahmad Schafiq zum Ministerpräsidenten sowie mit Omar Suleiman erstmals einen Vizepräsidenten.[83]
- Wien/Österreich: Mit je drei Auszeichnungen gehen die Filme Der Räuber und Die unabsichtliche Entführung der Frau Elfriede Ott als Gewinner aus der Verleihung des ersten Österreichischen Filmpreises hervor.[84]

### Sonntag, 30. Januar 2011
- Bern/Schweiz: Ende der Eiskunstlauf-Europameisterschaft.[67]
- Malmö/Schweden: Im Finale der 22. Handball-Weltmeisterschaft der Herren besiegt Frankreich Dänemark mit 37:35 nach Verlängerung und ist damit zum vierten Mal Weltmeister.[85]
- Melbourne/Australien: Ende der Australian Open. Sieger bei den Herren wird Novak Đoković durch ein 6:2, 6:4 und 6:3 im Finale gegen Andy Murray; bei den Damen besiegt Kim Clijsters Li Na mit 3:6, 6:3 und 6:3.[86][87]

### Montag, 31. Januar 2011

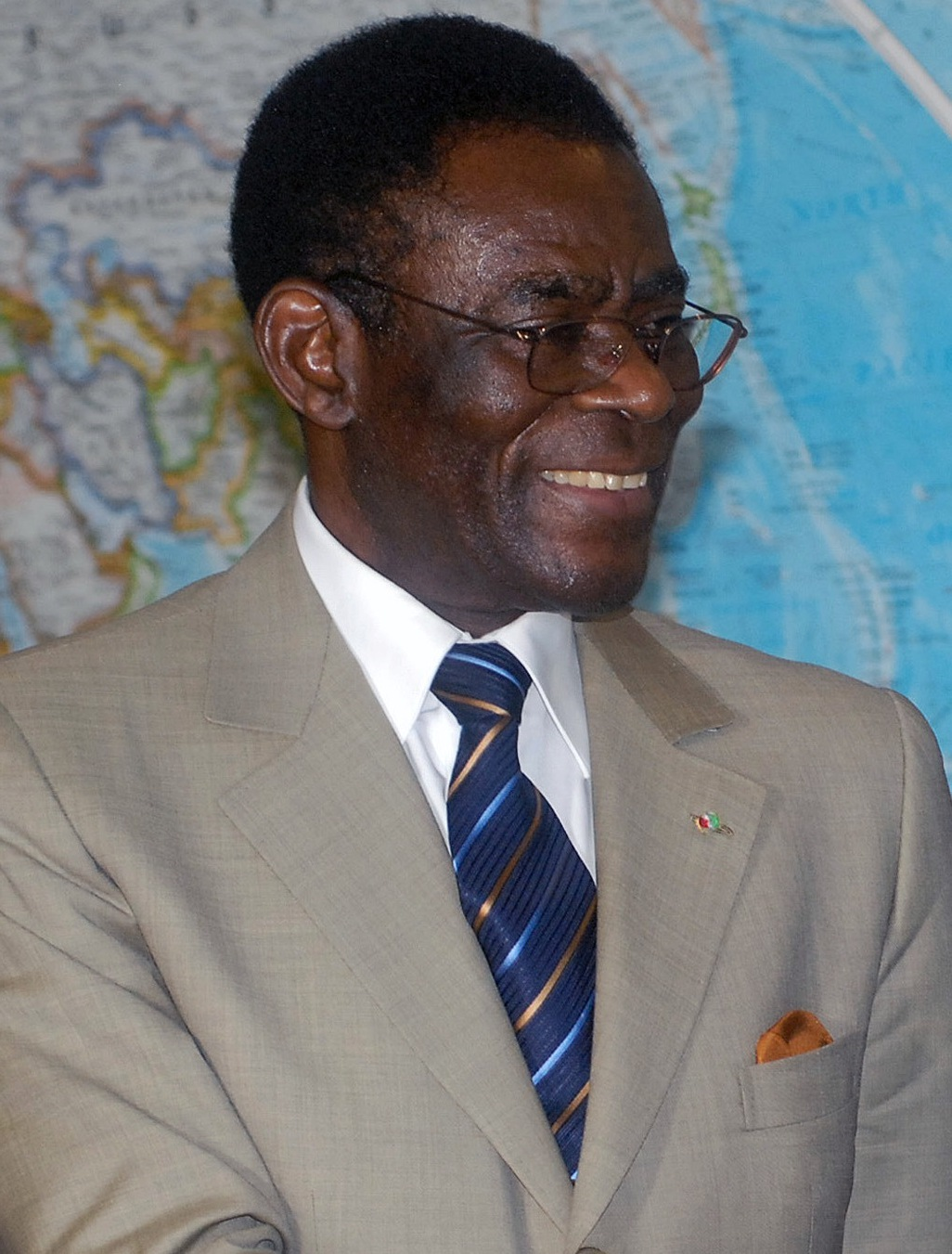
Teodoro Obiang Nguema Mbasogo (2006)

- Addis Abeba/Äthiopien: Der äquatorialguineasche Präsident Teodoro Obiang Nguema Mbasogo wird für ein Jahr zum Präsidenten der Afrikanischen Union gewählt.[88]
- Naypyidaw/Myanmar: Erstmals seit 1988 wird wieder eine Parlamentssitzung abgehalten.[89]
- Niamey/Niger: Bei den Präsidentschaftswahlen erlangt Mahamadou Issoufou 36 Prozent und Seini Oumarou erlangt 23,2 Prozent der Wählerstimmen; beide Kandidaten werden sich am 12. März 2011 einer Stichwahl stellen. Bei den gleichzeitig abgehaltenen Parlamentswahlen gewinnt die Nigrischen Partei für Demokratie und Sozialismus von Mahamadou Issoufou 39 von 113 Sitzen im Parlament.[90]

## Weblinks

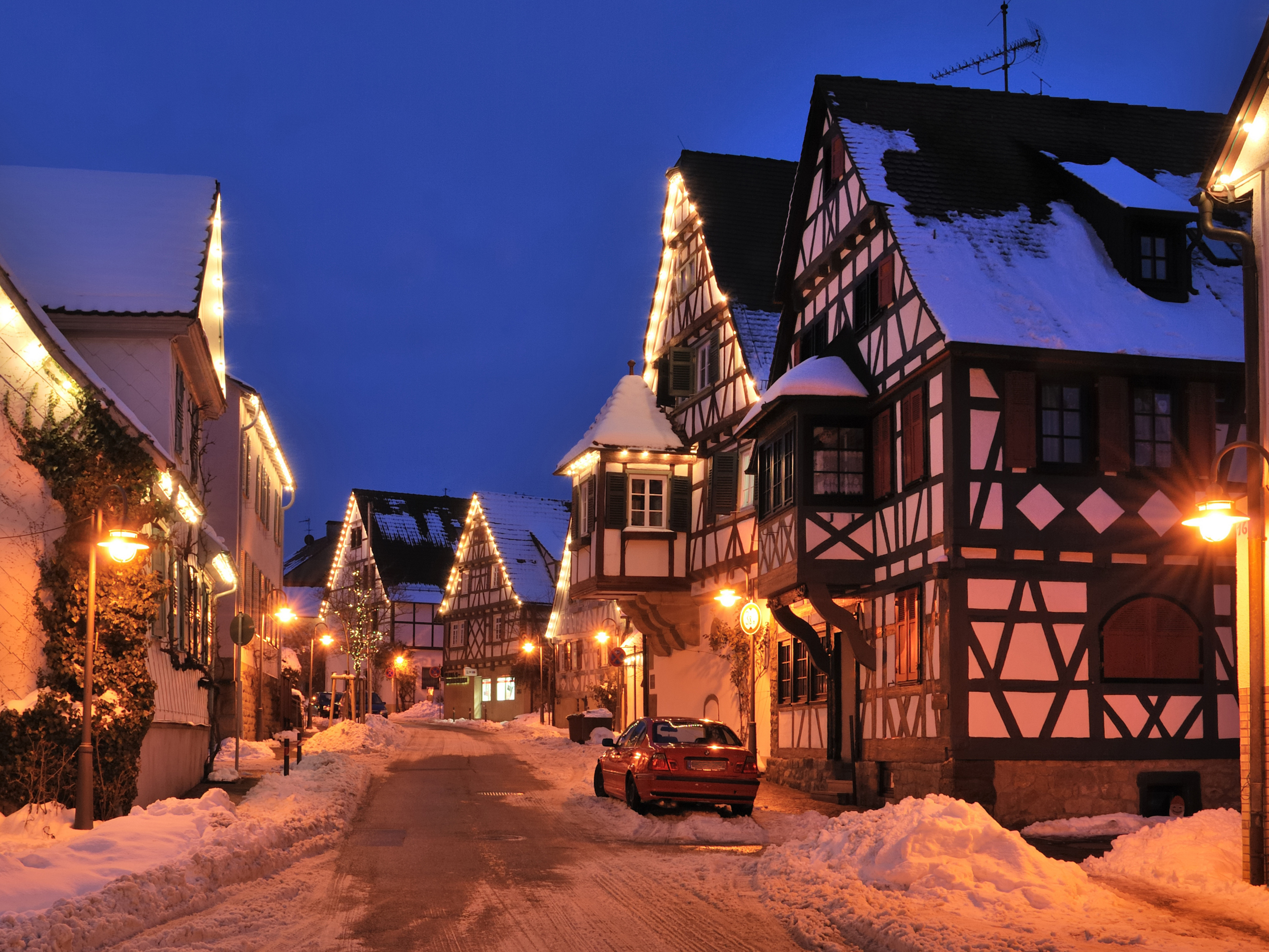
Baden-Württemberg im Januar 2011